# Ermentrude (fille de Louis le Bègue)
Pour les articles homonymes, voir Ermentrude.
Ermentrude (née vers 875 † vers 892) était fille de Louis II, roi de Francie occidentale et de sa première épouse, Ansgarde de Bourgogne, fille d'Hardouin de Bourgogne. Elle était ainsi sœur des successeurs de Louis II, Louis III et Carloman II, et demi-sœur de Charles le Simple.
La vie d'Ermentrude est presque inconnue et elle n'apparaît pas dans les chroniques de son époque. Son existence n'est guère prouvée que grâce au fait qu'elle figure dans une Tabula Genealogica carolingienne du XIe siècle, où elle est indiquée comme arrière-grand-mère de l'impératrice Cunégonde de Luxembourg. Il apparaît qu'Ermentrude était mariée, peut-être avec Évrard de Sulichgau[réf. nécessaire], fils d'Unroch III de Frioul, en 888. Elle en eut deux filles :
1. Cunégonde (888/895 † après 923), qui épousa en 909 Wigéric (890 - 919), comte de Bidgau et comte palatin de Lotharingie, puis en 922 Ricuin, comte de Verdun († 923) ;
2. Judith de Sulichgau qui épousa Arnulf Ier de Bavière[réf. nécessaire].

Il est possible qu'Ermentrude ait contracté une deuxième union, avec Régnier Ier de Hainaut. Cependant, cette hypothèse est controversée, en particulier chez les historiens qui considèrent Giselbert comme le troisième mari de la fille d’Ermentrude, Cunégonde.